# 下比倫卡河

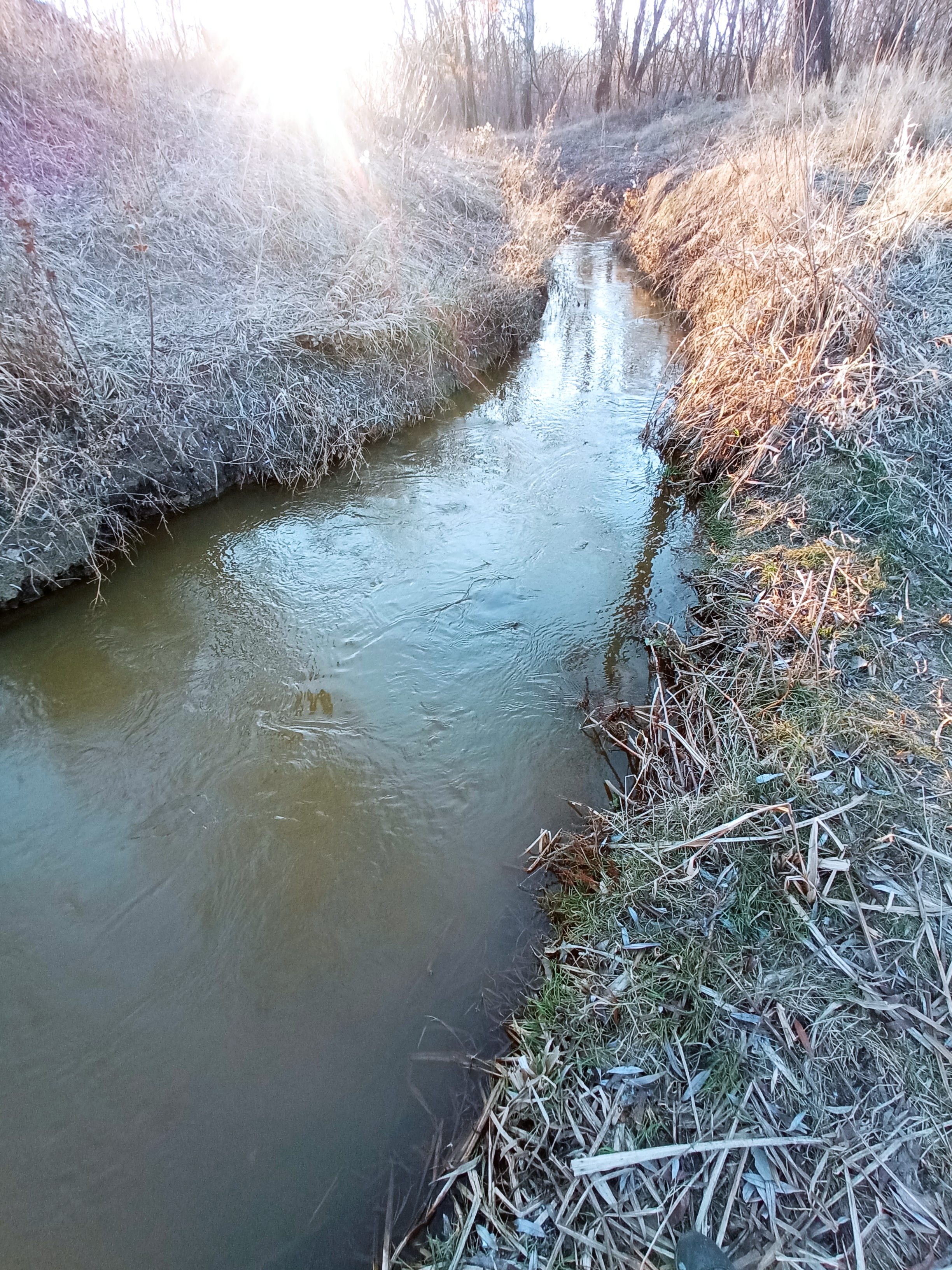
下比伦卡河

下比伦卡河（羅馬化：Nyzhnia Bilenka）是烏克蘭的河流，位於該國東部盧甘斯克州，為北頓涅茨河的支流，河道全長19公里，流域面積117平方公里，河畔城鎮有新伊万尼夫卡、希爾斯凱、尼日涅和托什基夫卡。